# SN 2003jr
SN 2003jr – supernowa typu Ia odkryta 24 października 2003 roku w galaktyce A011106+0013. W momencie odkrycia miała maksymalną jasność 21,90m.